# Lista över djurarter i Kolmårdens djurpark
Lista över djurarter i Kolmårdens djurpark.

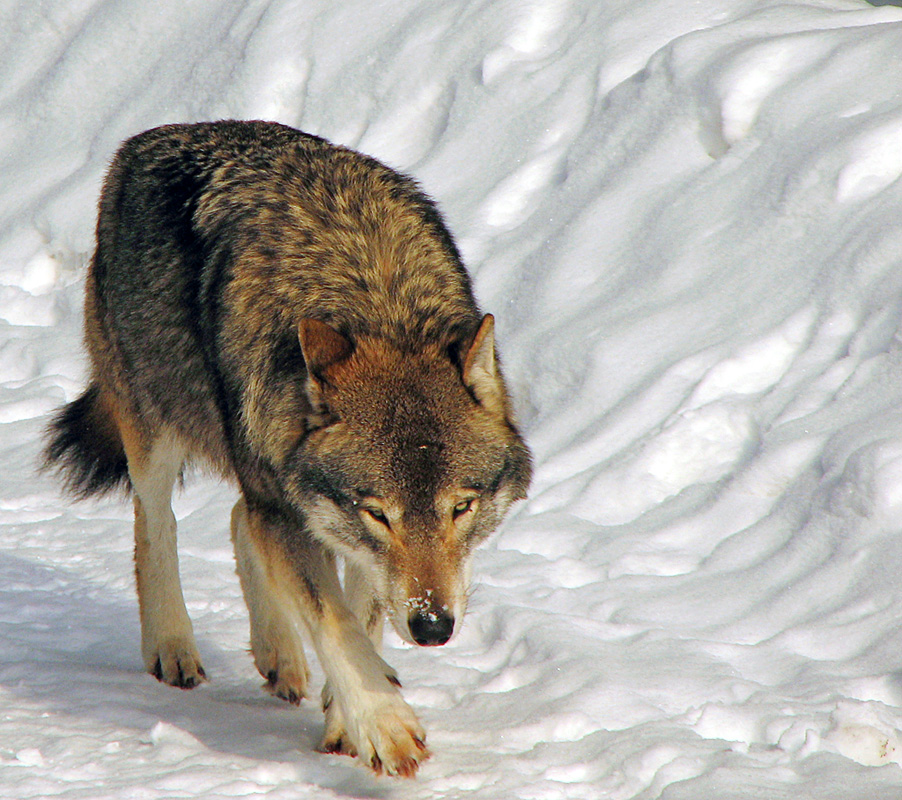
Varg i Kolmårdens djurpark.

## Lohuset
- Järv
- Lodjur

## Barnens lantgård
- Afrikansk dvärgget
- Nubisk get
- Roslagsfår

## Skandinavien
- Brunbjörn
- Kulan
- Kamel
- Europeisk kärrsköldpadda
- Takin

## Asien
- Röd panda
- Snöleopard
- Asiatisk Klolös Utter

## Sydamerika
- Kapybara
- Låglandstapir
- Mara
- Nandu
- Vikunja
- Skogshund

## Rovfågel
- Berguv
- Harrisvråk
- Juggerfalk
- Marknäshornsfågel
- Soldatara
- Jättehavsörn
- Kea

## Tiger World
- Dhole
- Sibirisk tiger

## Marine World
- Flasknosdelfin
- Sydafrikansk sjöbjörn

## Safari

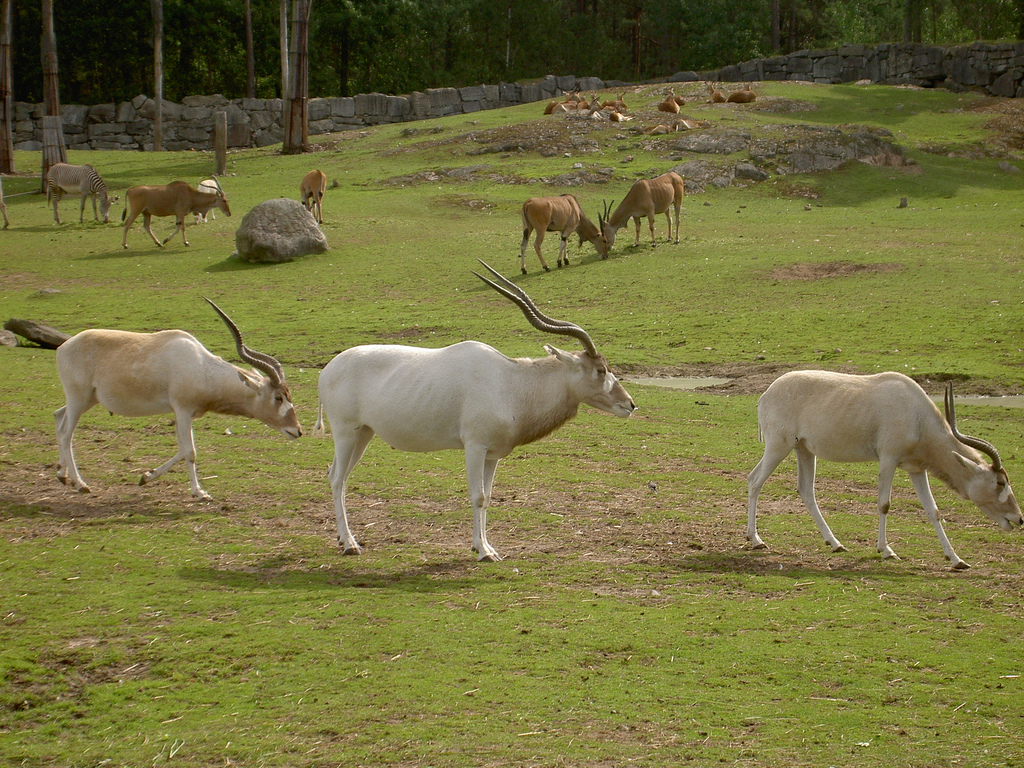
Addaxantiloper, Elandantiloper och Grevyzebror

- Alpstenbock
- Besoarantilop
- Brunbjörn
- Dovhjort
- Elandantilop
- Gemsbock
- Nätgiraff
- Grevyzebra
- Lechwevattenbock
- Lejon
- Strimmig gnu
- Struts
- Visent
- Watussiboskap
- Älg
- Davidshjort

## Aparium
- Vithandad Gibbon
- Västlig låglandsgorilla
- Schimpans

## Savann
- Addaxantilop
- Bläsbock
- Grevyzebra
- Nilvattenbock
- Damagasell
- Sabelantilop
- Trubbnoshörning
- Penselsvin
- Struts

## Kolosseum
- Asiatisk elefant
- Surikat
- Trubbnoshörning

## Öken
- Kamel
- Kulan
- Jak

## Bildgalleri

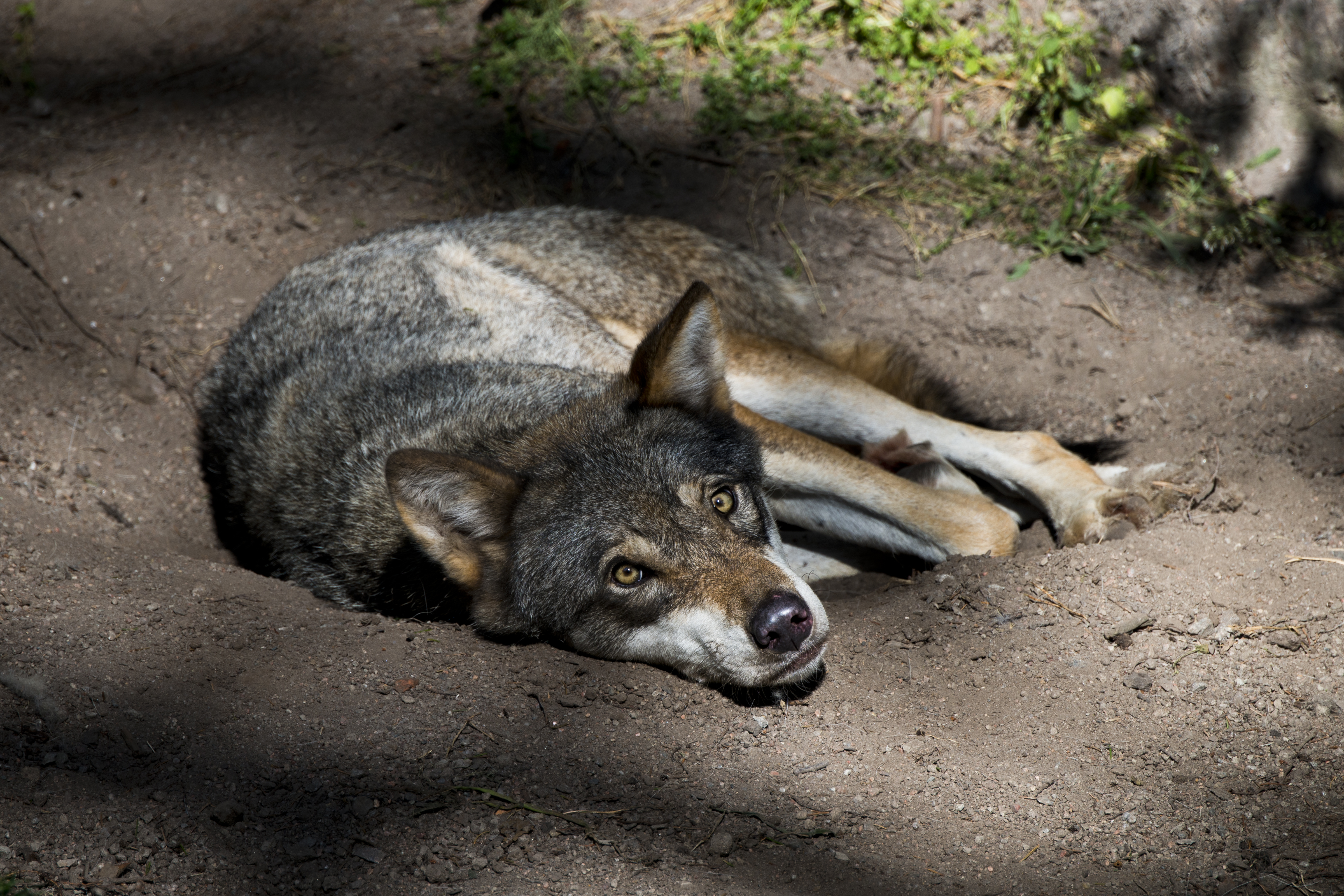
Varg.
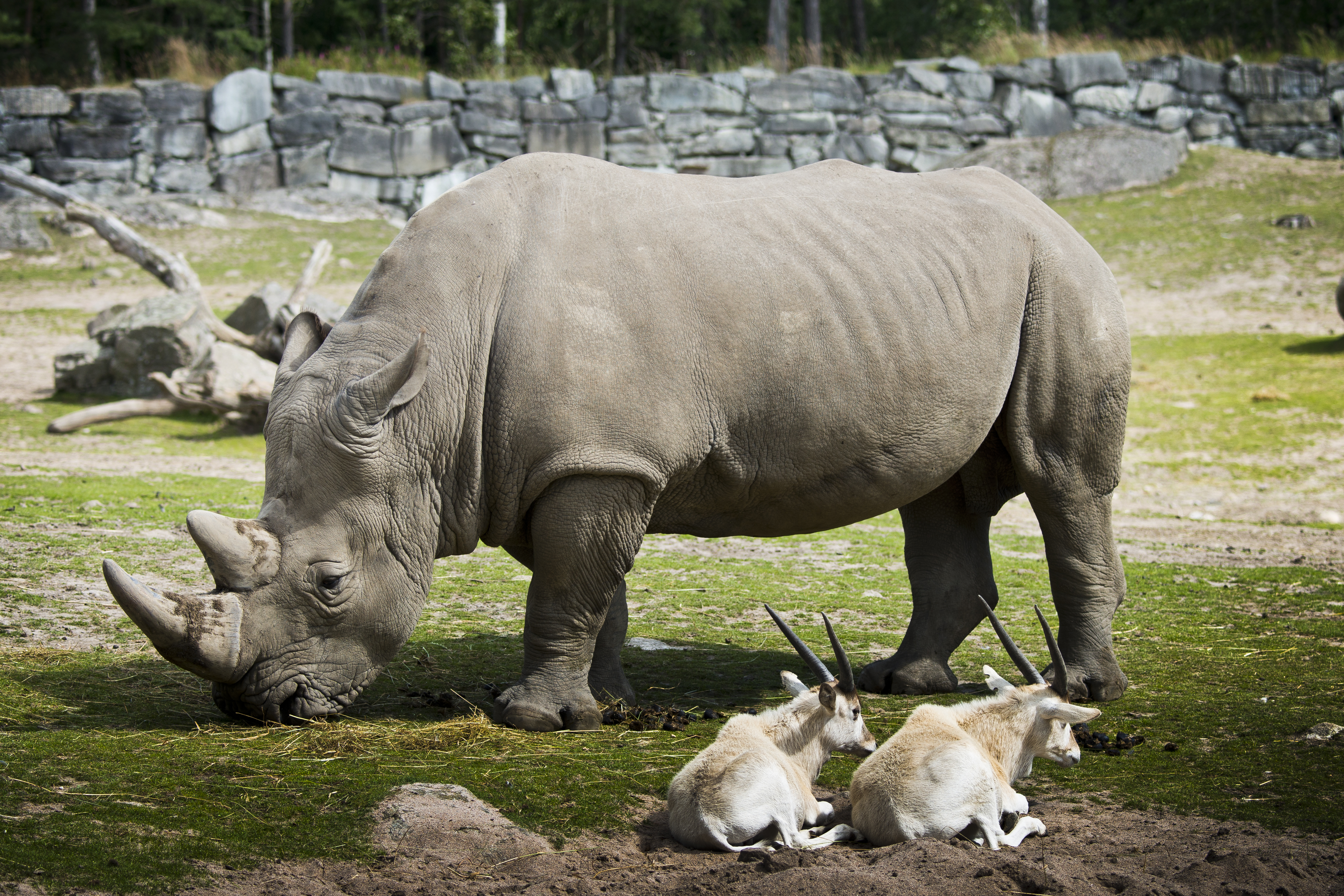
Noshörning.
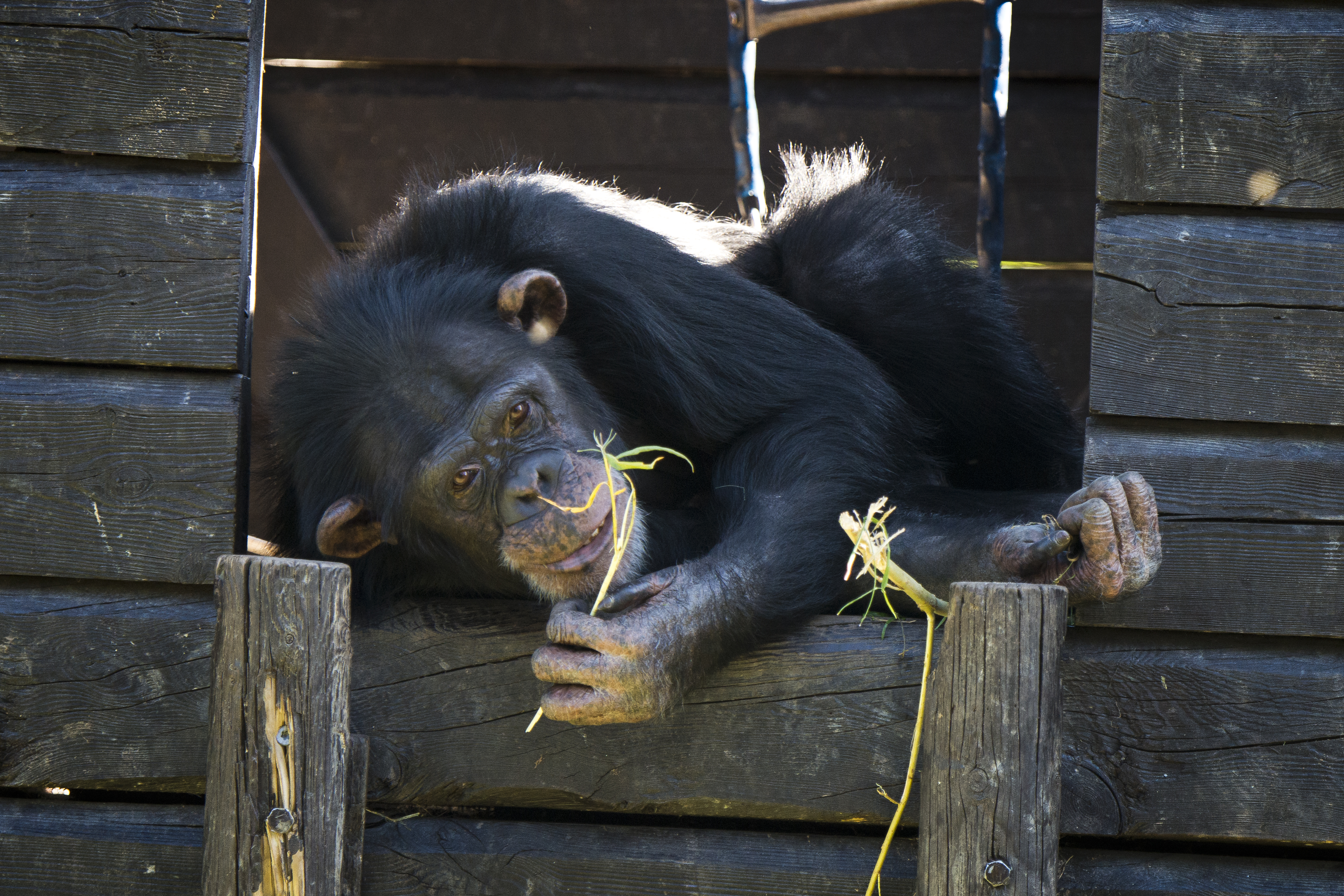
Schimpans.
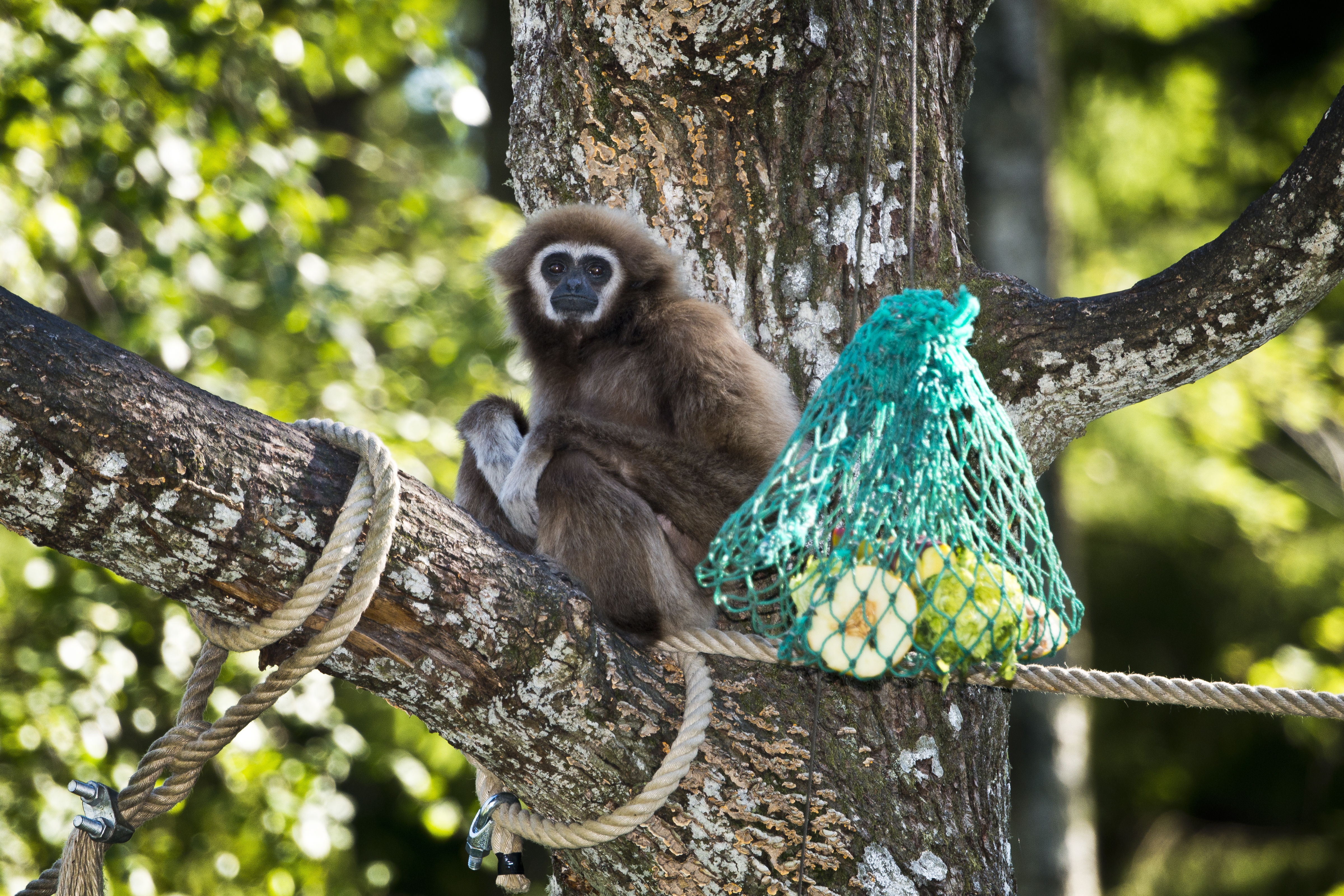
Gibbon.
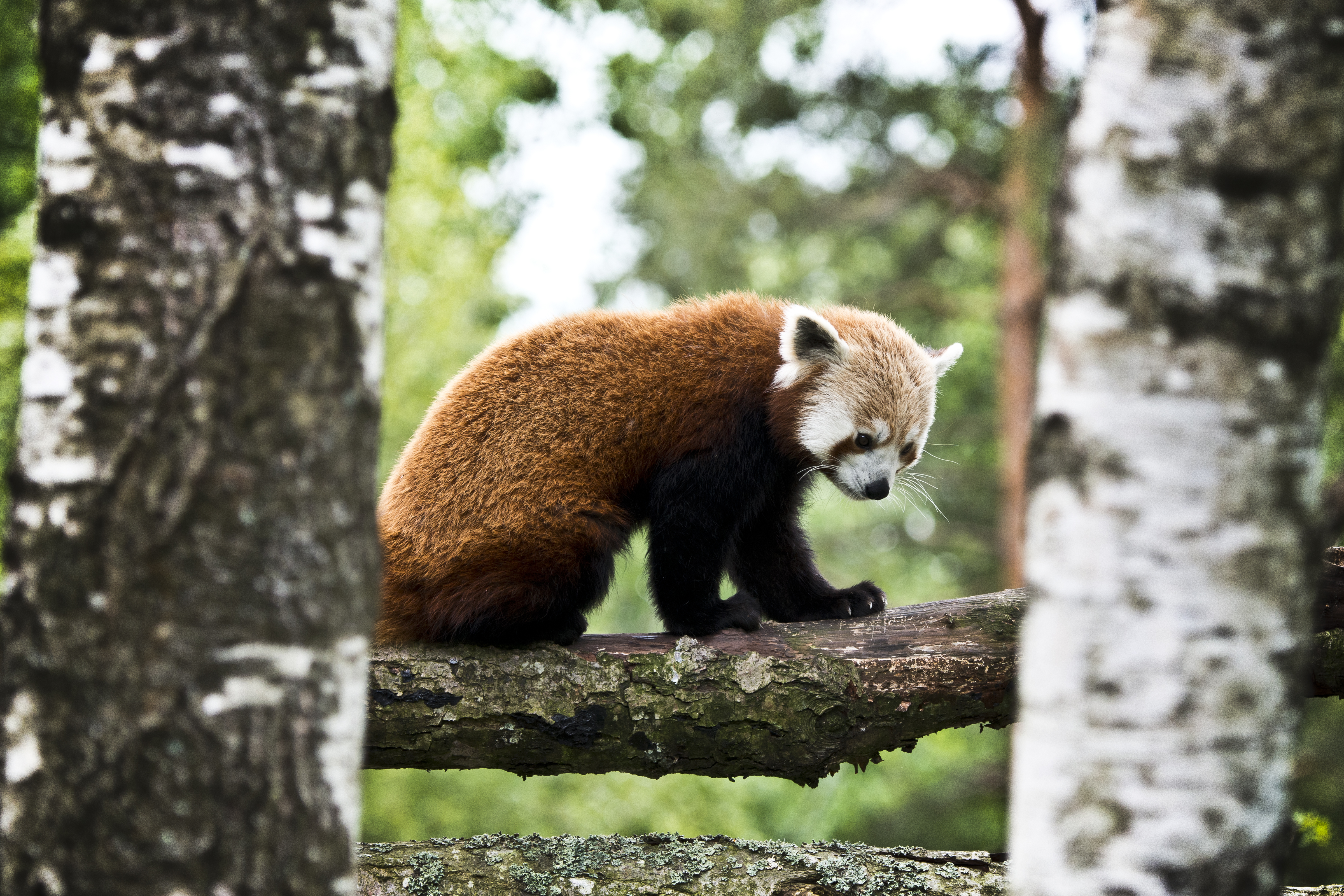
Röd Panda.
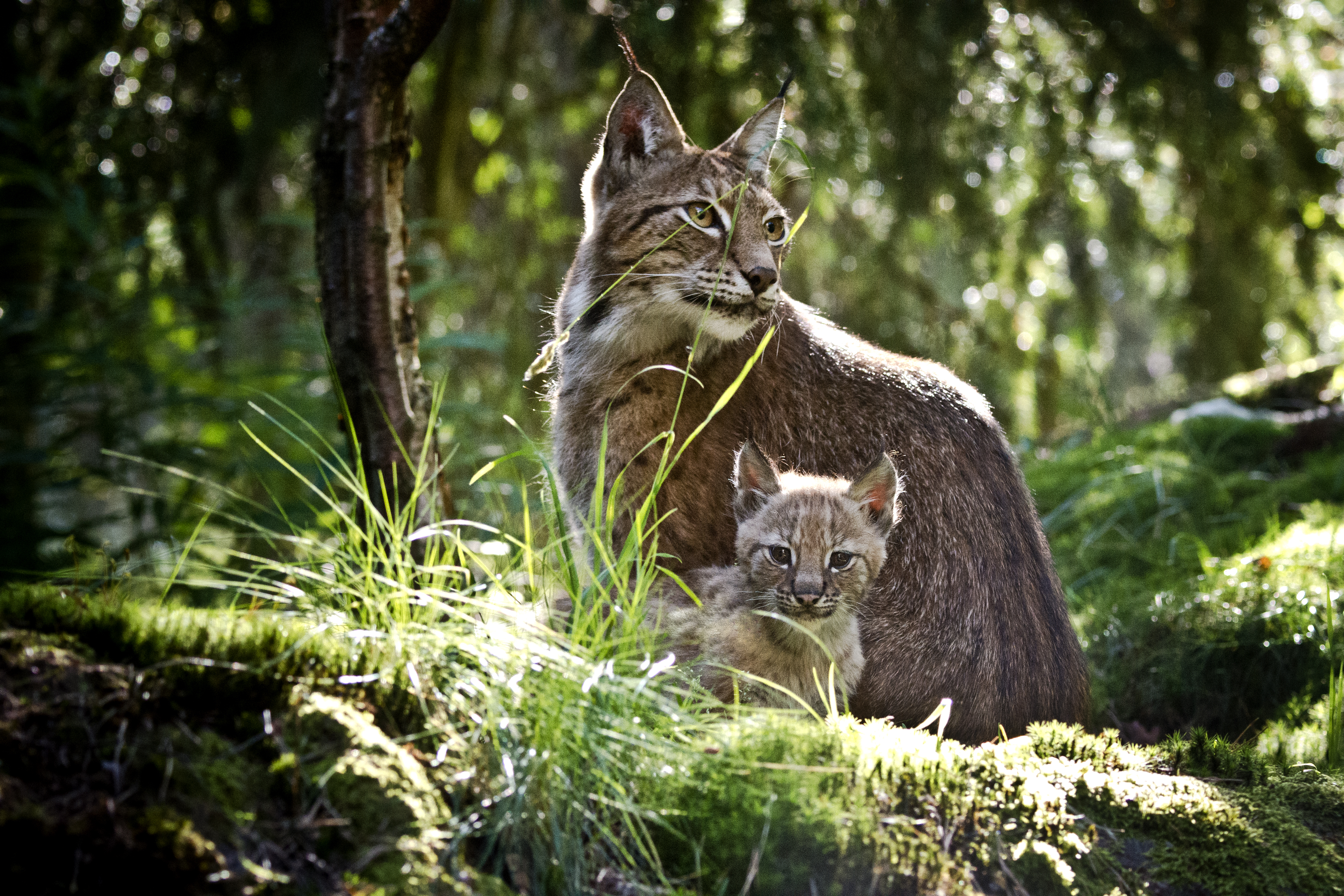
Lodjur med unge.
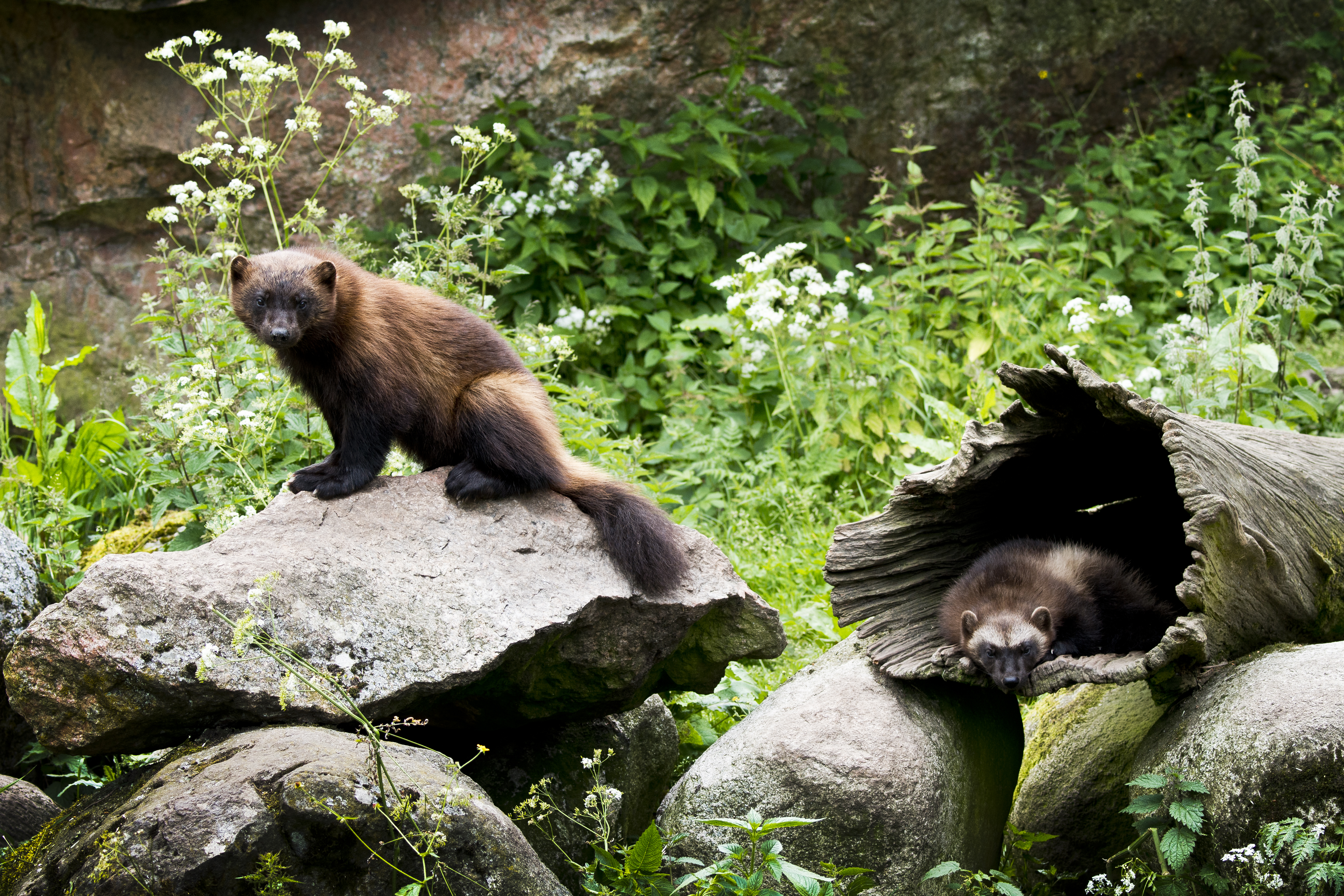
Järvar.
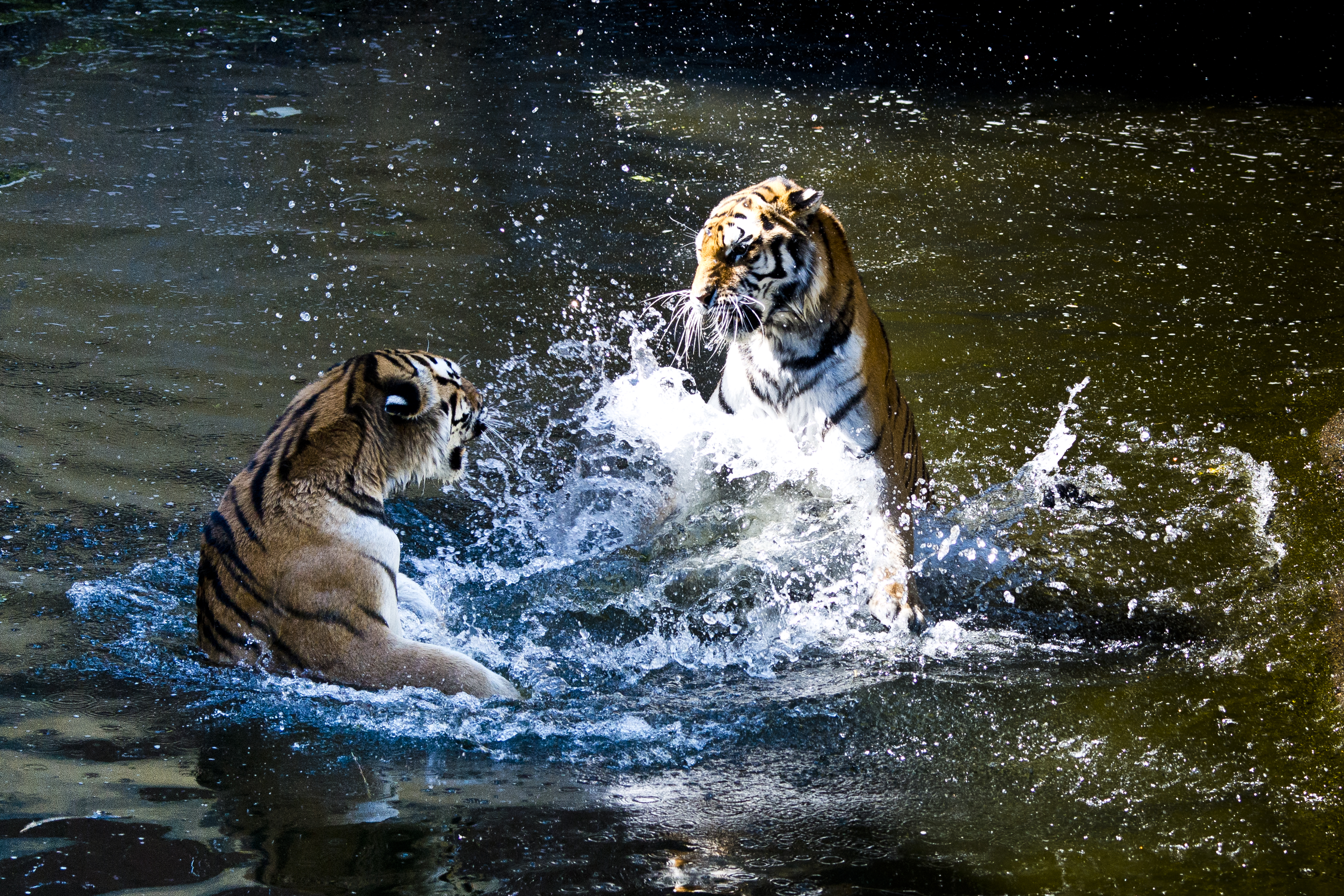
Tigrar slåss.
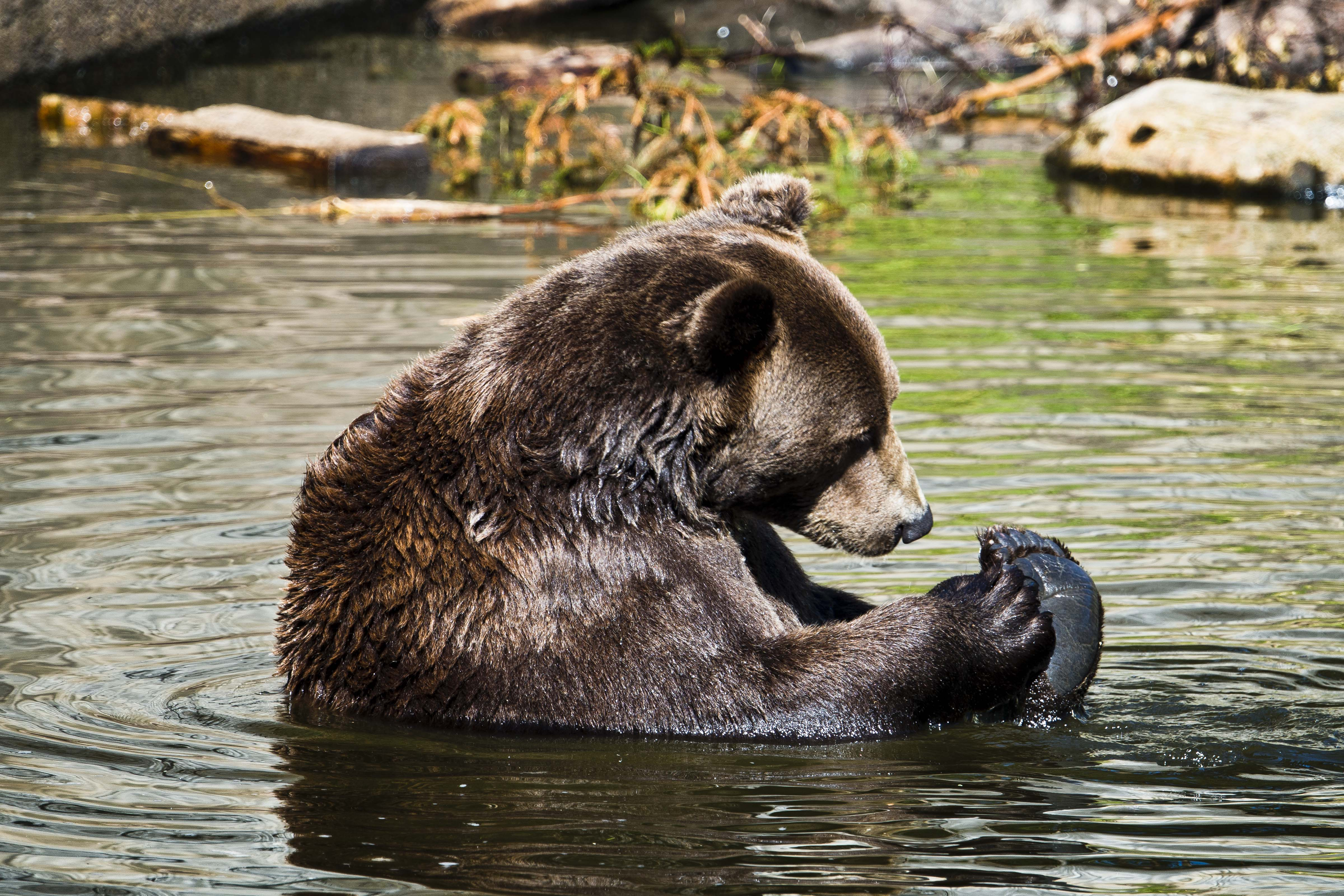
Björn som hittar sin vänster tass.